# Призренский округ (Сербия)
Призренский округ (серб. Призренски округ) — округ на юге Сербии, в автономном крае Косово и Метохии (фактически контролируется властями частично признанной Республики Косово). Центр округа — город Призрен.

## Общины
Призренский округ включает 4 общины, которые объединяют 220 населённых пункта.
| № | Община    | Площадь, км² | Число населённых пунктов |
| - | --------- | ------------ | ------------------------ |
| 1 | Гора      | 310          | 19                       |
| 2 | Ораховац  | 401          | 55                       |
| 3 | Призрен   | 757          | 96                       |
| 4 | Сува-Река | 434          | 50                       |
|   | ВСЕГО     | 1902         | 220                      |

## Население
На территории округа проживает 376,1 тыс. человек